# Reliance - Anil Dhirubhai Ambani Group
Die Reliance - Anil Dhirubhai Ambani Group ist ein indischer Konzern.
Er wurde von Dhirajlal Hirachand Ambani als Reliance Industries gegründet und, nachdem dessen Söhne und Erben Mukesh Ambani und Anil Ambani sich in der gemeinsamen Leitung zerstritten haben, geteilt. Die Reliance - Anil Dhirubhai Ambani Group ist der Teil von Anil Ambani.
Zur Reliance - Anil Dhirubhai Ambani Group gehören:
- Der Bank und Versicherungskonzern Reliance Capital (BSE)
  - Reliance Capital
  - Reliance Mutual Fund
  - Reliance Life Insurance
  - Reliance General Insurance
  - Reliance Money
  - Reliance Consumer Finance
- Der Telekommunikationskonzern Reliance Communications (SENSEX 30)
- Der große Energieerzeuger Reliance Energy (SENSEX 30)
- Reliance Health

Im Januar 2009 wurde das Kokilaben Dhirubhai Ambani Hospital & Medical Research Institute bei Mumbai eröffnet.
- Reliance Entertainment: betreibt Filmstudios, Fernsehstationen und einen Musikverlag
- Der Kraftwerksbauer Reliance Power (BSE)
- Reliance Natural Resources: sucht, fördert, bearbeitet und verteilt Erdgas, Flüssiggase und Treibstoffe. (BSE)

Reliance Communications und Reliance Energy sind im SENSEX 30 Börsenindex, Reliance Capital, Reliance Power und Reliance Natural Resources sind an der Bombay Stock Exchange gelistet.